# Сэки, Юкио
Юкио Сэки (яп. 関行男 Сэки Юкио, 29 августа 1921 — 25 октября 1944) — японский лётчик Императорского флота времён Второй мировой войны, считается первым командиром звена истребителей отряда специальных атак. Последний вылет Сэки совершил 25 октября 1944 года в рамках сражения в заливе Лейте. Он командовал звеном из 5 истребителей «Зеро», которые атаковали американские военные корабли, и стал первым камикадзе, поразившим вражеский корабль.

## До войны
Юкио Сэки родился в 1921 году в небольшом городе Ио-Сайдзё в Сикоку. Его родители держали магазин посуды и принадлежностей для чайных церемоний. Будучи учеником средней школы, Сэки обучался морскому делу и принял решение связать свою судьбу с Военно-морским флотом. Поскольку все моряки были готовы погибнуть в сражении и Юкио был единственным ребёнком, семья удочерила девочку примерно того же возраста, что и Юкио, чтобы заниматься семейными делами. Юкио хорошо играл в теннис и на протяжении одного года был капитаном школьной теннисной команды.
В 1938 году он одновременно поступал в Военную-морскую академию и в Военную академию Императорской армии Японии. Был принят в обе из них и сделал выбор в пользу флота. Сэки проходил обучение в Военно-морской Имперской Академии в Этадзиме. Будущий начальник штаба 1-го воздушного флота Рикихей Иногути, который в то время был преподавателем академии, отметил, что Сэки станет хорошим командиром. Во время учёбы у Юкио умер отец; мать Сэки закрыла семейную лавку и стала жить одна. В июне 1941 года Юкио Сэки присвоено звание лейтенанта. За месяц до атаки на Пёрл-Харбор Сэки закончил обучение и был направлен на линкор «Фусо». Вскоре он был переведен на легкий авианосец «Читосэ».
Сослуживцы Сэки отмечали многогранность и разнообразие его интересов. Одним из его хобби было рисование, которому он уделял значительную часть свободного времени.

## Во время войны
Сэки участвовал в некоторых операциях флота и принимал участие в битве у атолла Мидуэй, поскольку авианосец «Титосэ» был во второй волне японских кораблей.
В ноябре 1942 года Сэки возвращается в Японию и поступает в Морскую лётную школу в Касумигауре (префектура Ибараки). После прохождения базовой подготовки был переведён в город Уса (префектура Оита) для тренировки в качестве пилота палубного бомбардировщика. В январе 1944 года он стал пилот-инструктором в Касумигауре. Во время своего пребывания в лётной школе Сэки подружился с семьей Ватанабэ, живущей в Камакуре, и влюбился в их дочь Марико. Однажды, когда он выпивал с коллегами, один из них посоветовал всем им жениться в один день, 27 мая, в день военно-морского флота (день победы японского флота над русским флотом в Цусимском проливе). Все согласились. В ближайшие выходные Сэки приехал в Камакуру и сделал предложение Марико в присутствии её матери. Марико приняла предложение, и они поженились 31 мая 1944 года. Только Секае, мать Сэки, была с его стороны на свадьбе. После свадьбы она жила с молодой парой около месяца и затем покинула их, сказав, что они иногда должны жить одни. Через некоторое время они переехали поближе к лётной школе.
В сентябре 1944 года Сэки был переведён в город Тайнань (остров Тайвань). Ему пришлось оставить жену дома, потому что Тайвань не был достаточно безопасным местом. Марико следовала за Сэки вплоть до Иокогамы, чтобы попрощаться. Через 3 недели после перевода в Тайнань он был переведён снова, на этот раз в 201-ю авиагруппу, базирующуюся на Филиппинах, где Сэки стал командиром 301-й эскадрильи. Первоначально авиагруппа базировалась на аэродроме Николс, но в связи с участившимися налётами американской авиации была переброшена в Мабалакат (на острове Лусон).
201-я авиагруппа была одной из основных боевых единиц на Филиппинах. К середине октября в ней насчитывалось 30 исправных истребителей, которые были собраны со всего 1-го воздушного флота. Лейтенант Сэки на этот момент имел менее 300 часов налёта и был пилотом-бомбардировщиком. Несмотря на то, что Сэки постоянно требовал отправить его в боевой вылет, руководству авиагруппы было не до молодого лейтенанта.

### В качестве камикадзе
В октябре обстановка на фронте была крайне напряжённая, американские войска высадились на Филиппинах и японское командование было вынуждено принять срочные меры. По приказу Императорского генерального штаба была начата операция «СЁ» (в переводе — «победа»); 17 октября вице-адмирал Ониси вступил в должность командующего 1-м воздушным флотом, а уже 19 октября прибыл в Мабалакат для реализации идеи отряда специальных атак.
Недостатка рядовых летчиков для выполнения самоубийственной атаки не было. Однако командование 201-й авиагруппы не сразу определилось с кандидатурой командира отряда. Капитан 2-го ранга Асаити Тамаи (заместитель командира 201-й авиагруппы 1-го воздушного флота), ввиду отсутствия опытного лётчика Наоси Канно, который был направлен со спецзаданием в Японию, выдвинул кандидатуру Сэки. Сэки был ещё новичком в авиагруппе, однако его настойчивость и решительность, а также требования самого Сэки отправить его в боевой вылет сделали своё дело, и Тамаи решил, что этот человек способен на что-то серьёзное.
Немедленно (в ту же ночь 19 октября) Сэки был вызван в штаб 201-й авиагруппы. Тамаи положил ему руку на плечо и сказал:
Сэки, адмирал Ониси лично посетил 201-ю авиагруппу, чтобы изложить план, который имеет огромное значение для Японии. Этот план заключается в том, что пилоты «Зеро», вооружённые 250-кг бомбами, будут намеренно пикировать на палубы вражеских авианосцев, чтобы обеспечить успех операции «СЁ». Вас выбрали командиром подразделения для таких атак. Как вы на это смотрите?
При этом у капитана 2 ранга Тамаи на глазах стояли слезы.
Сэки ответил не сразу. Он сидел неподвижно, опёршись локтями о стол и обхватив руками голову. Он плотно сжал челюсти и закрыл глаза, погрузившись в свои мысли. Прошло долгих 5 секунд… Наконец он шевельнулся, пропустив свои длинные волосы сквозь пальцы. Затем он медленно поднял голову и произнёс уверенным голосом:
Вы обязаны позволить мне сделать это. 
Его голос совершенно не дрогнул.
«Спасибо» — просто сказал Тамаи.
Рихей Иногути, присутствовавший при этом разговоре, отметил, что после ответа Сэки
…давящая атмосфера рассеялась, и в комнате повеяло свежестью, словно тучи разошлись, чтобы пропустить лунный свет. Мы обсудили ближайшие меры, которые следует предпринять. Обсуждение было коротким, но в каждом слове Сэки, в каждом его жесте я видел сильный характер, который подтверждал, что мы правильно выбрали командира.
Несмотря на своё внешнее спокойствие, Сэки был подавлен. Этот эпизод проиллюстрирован в художественном фильме За тех, кого мы любим.
В эту же ночь был вывешен приказ за подписью вице-адмирала Ониси:
201-я авиагруппа сформирует корпус специальных атак, и мы 25 октября уничтожим или выведем из строя вражеские авианосцы в водах к востоку от Филиппин.
Корпус будет называться отрядом специальных атак «Симпу». Он будет состоять из 26 истребителей, из которых половина предназначена для таранных ударов, а вторая — для сопровождения. Они будут разделены на 4 звена, которые получат названия: «Сикисима», «Ямато», «Асахи», «Ямадзакура».

Отрядом «Симпу» будет командовать лейтенант Юкио Сэки.

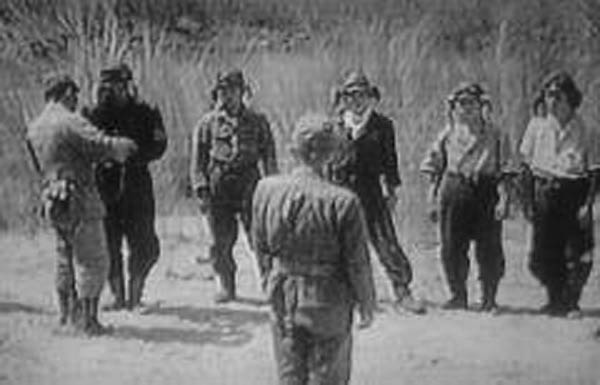
Группа «Сикисима» из первого корпуса специальных атак готовится к вылету с авиабазы Мабалакат на Филиппинах. Люди запечатлены за церемониальным прощальным тостом. Командир группы — лейтенант Юкио Сэки — с чашкой воды в руках. Вице-адмирал Ониси — в центре фотографии лицом к пяти членам группы «Сикисима». Человек, предлагающий Сэки чашку воды — Асаити Тамаи (20 октября 1944).

Эти названия взяли из «вака» (поэмы) Норинаги Мотоори, националистически настроенного классика периода Токугавы:
Сикисима но
Ямато гокоро во
Хито товаба
Асахи ни ниоу

Ямадзакура бана.Норинаги Мотоори, (Транслитерация)
Ни с чем ни лучше,
ни верней я не сравню
души Японии моей,
как с нежным запахом
вишнёвого цветка

при первом поцелуе утренних лучей.Норинаги Мотоори, (Литературный перевод  А. Брандт)
На рассвете 20 октября 1944 года 1-я группа под командованием Сэки была готова к вылету.
Первый вылет группы состоялся 21 октября. Рапортуя перед вылетом, Юкио имел довольно измученный вид, потому что в течение 3 дней страдал расстройством пищеварительного тракта.
Однако есть и другая предполагаемая причина удручённого состояния Сэки: он был подавлен. И даже высказался по этому поводу военному корреспонденту: «Плохи дела Японии, если она заставляет гибнуть своих лучших пилотов. Я иду на это не за императора и не за империю. Я иду, потому что мне так приказано!».
Отправляясь на верную смерть, Сэки попросил Тамаи позаботиться о традиционной памятке для родных — пряди волос. Однако вылетевшая группа так и не обнаружила противника. Все самолёты вернулись на базу, и Сэки со слезами на глазах извинялся за неудачу.
Группа под руководством лейтенанта Сэки четыре раза возвращалась на аэродром в Мабалакате.
25 октября 1944 года отряд Сикисима под командованием лейтенанта Сэки поднялся в воздух в 7:25. Группу камикадзе сопровождала группа из 4 истребителей A6M5 под руководством легендарного аса Хироёси Нисидзава. Остальными пилотами сопровождения были Мисао Сугава, Синго Хонда и Рёдзи Баба.
В 10:10 был замечен вражеский флот. В лёгкой дождевой завесе были обнаружены от 4 до 5 американских линкоров в сопровождении более чем 30 крейсеров, эсминцев и других кораблей. Они направлялись на север под прикрытием группы из примерно 20 самолетов. В 10:40 была замечена ещё одна группа кораблей на расстоянии 90 миль от Таклобана по пеленгу 85° у восточного побережья Лейте.
В 10:45 самолет Сэки первым протаранил вражеский авианосец. За этим последовал удар второго самолета, который попал в тот же корабль и почти в то же самое место. Пламя и дым после этих попаданий поднялись в воздух чуть ли не на километр. Авианосец затонул.
Токио сообщило об этом событии в эпохальном коммюнике императорской ставки.
«В 10:45 отряд „Сикисима“ из состава корпуса специальных атак камикадзе произвёл успешную внезапную атаку вражеского оперативного соединения, состоящего из 4 авианосцев, в 30 милях к северо-западу от острова Сулуан. 2 самолёта врезались в один авианосец, который достоверно потоплен. Третий самолёт врезался в другой авианосец, который загорелся. Четвёртый протаранил крейсер, который затонул немедленно».
В этот день пилоты-камикадзе повредили эскортные авианосцы «Калинин Бей», «Киткен Бей» и «Уайт Плейнз», а эскортный авианосец «Сент-Ло», который был атакован лейтенантом Сэки и вторым самолетом — затонул.
Успех атаки на авианосец «Сент-Ло» заключался в применённой тактике. Атакующий имитировал заход на посадку, он вышел из пике на расстоянии около тысячи метров и затем направился к авианосцу на высоте около 30 метров. Зенитки авианосца вели огонь по самолёту, но без видимого результата. Уже над палубой с самолета была сброшена бомба, далее самолет перевернулся и рухнул на палубу.
28 октября адмирал Соэму Тоёда, главнокомандующий объединённым флотом, заявил, что 5 лётчиков, которые преднамеренно погибли, выполняя «специальные атаки», навсегда останутся героями в памяти народа, и имя Сэки будет первым в этом списке.
Успех группы Сэки повлёк за собой рост энтузиазма, граничащего с эйфорией, у стратегов использования «специальных атак». Сотни и даже тысячи молодых людей вызывались добровольцами в камикадзе. Вице-адмирал Ониси убедил командующего 2-м воздушным флотом адмирала Фукудомэ, что 2-й воздушный флот должен последовать примеру 1-го воздушного флота и присоединиться к спец-атакам.

### Атака камикадзе на оперативную единицу «Таффи 3»
Целью группы Сэки стала «Таффи 3», под командованием вице-адмирала Спрэга. Данное оперативное соединение авианосцев в описываемое время принимало участие в битве в заливе Лейте. В 10:50 группа под командованием Сэки пошла в атаку на четыре эскортных авианосца из соединения «Таффи 3»:

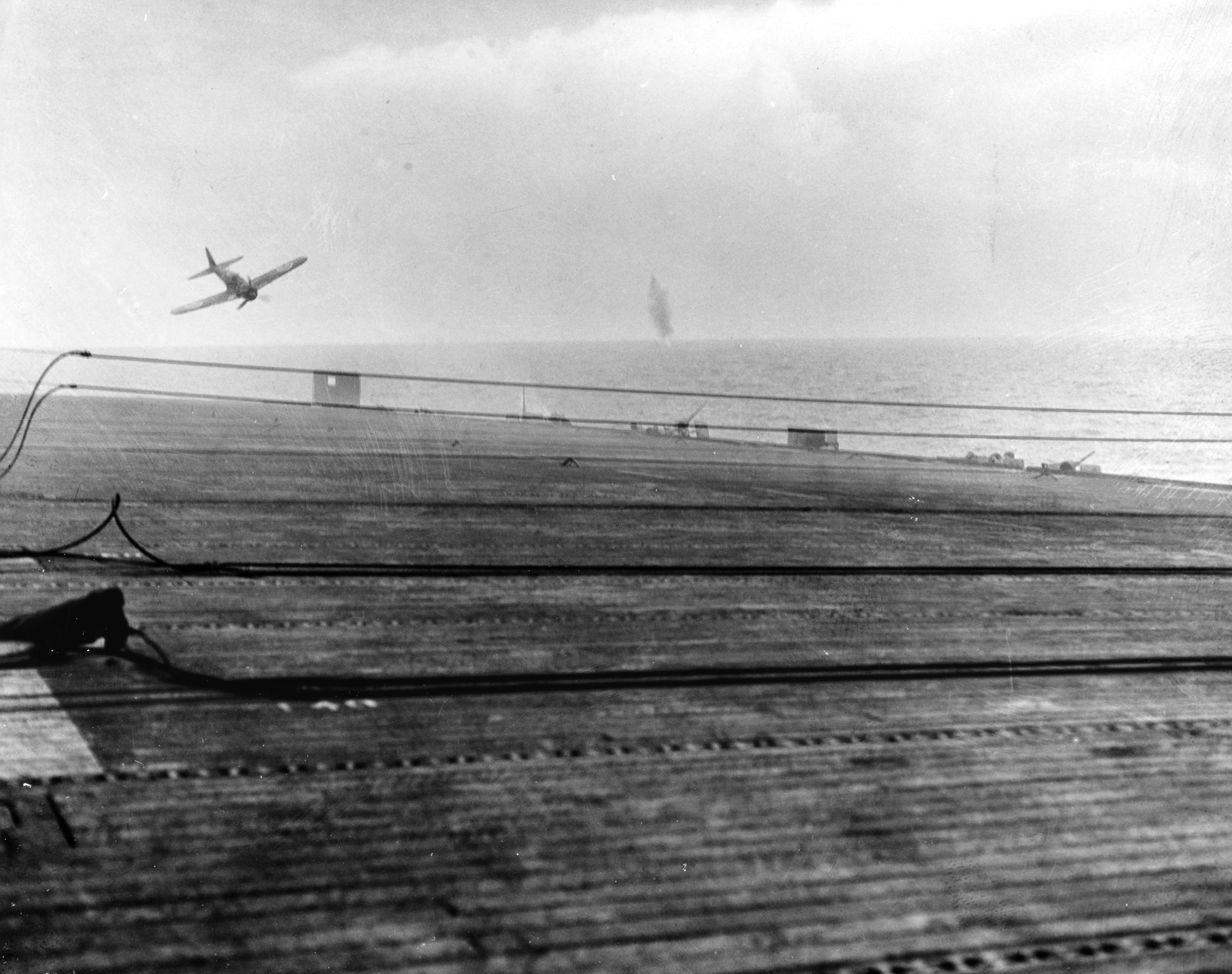
Перед падением возле авианосца «Уайт Плейнс»

- авианосец «Уайт Плейнс»: Атакован двумя самолётами. Заградительный огонь заставил одного из них изменить курс в сторону «Сент-Ло». Второй был уничтожен огнём в считанных метрах от кормы «Уайт Плейнс». Попаданий в «Уайт Плейнс» нет, однако разлетевшиеся в районе кормы осколки нанесли 11 незначительных повреждений.
- авианосец «Калинин Бэй»: Четыре пикирующих самолёта атаковали со стороны кормы. Два самолёта упали в воду, вероятно повреждённые зенитным огнём. Два остальных достигли цели. Один попал в полётную палубу, сильно её повредив. Другое попадание вывело из строя левую кормовую трубу.
- авианосец «Киткэн Бэй»: Левый бортовой мостик повреждён, самолёт взорвался по левому борту, убив одного человека и не причинив серьёзных повреждений.

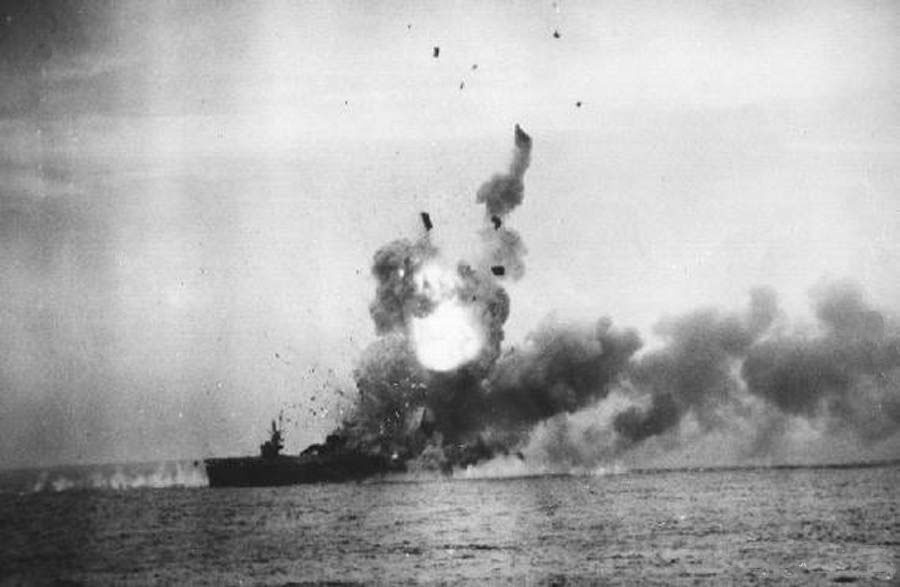
Взрыв боезапаса на авианосце «Сент-Ло» после атаки Сэки

- авианосец «Сент-Ло»: Самолёт, который отвернул от «Уайт Плейнс», приблизился к «Сент-Ло». Оперативный доклад (оперативная сводка) гласил: «Приближается атакующий на большой скорости, 'Zeke 52' пересёк кормовую оконечность корабля на высоте менее 50 футов. Он опрокинулся, удачно попав на палубу за 5-м тросом (тормозным), 15 футов левее центральной линии. Серьёзная авария последовала за взрывом, спровоцированным взорвавшейся одной или обеими вражескими бомбами. Самолёт продолжил нестись по палубе, разбрасывая фрагменты, а его остатки свалились с носа корабля». Поначалу повреждения выглядели несущественными. «Образовалась дыра в полётной палубе с тлеющими краями, которая стала причиной пожара. С обоих бортов были немедленно сброшены шланги и обеспечена подача воды в зону пожара… дым быстро распространился по обоим бортам корабля, очевидно, он шёл из ангара. Через минуту-полторы прогремел взрыв на ангарной палубе, и в дыру в полётной палубе выбросило сноп огня с дымом и выгнуло полётную палубу в районе дыры и в сторону кормы. Это стало причиной второго, более мощного взрыва, который вывернул назад часть полётной палубы от дыры в сторону кормы. Последующий взрыв завернул ещё большую часть полётной палубы и также снёс передний подъёмник с направляющих». Далее сдетонировал арсенал, и «Сент-Ло» затонул в течение получаса.

Согласно отчету Военно-морского флота США, в этот день не зарегистрировано других атак камикадзе на корабли военно-морского флота США, хотя один «самоубийца» чуть не попал в «Киткэн Бэй», но был уничтожен зенитным огнём с него же. Поскольку на тот момент было уже 11:20, около получаса после атаки группы Сэки, и все пятеро из группы Сэки уже отработали, и поскольку атаковавший в этот раз был на другом типе самолета (пикировщик Ёкосука Д4), маловероятно, что он был одним из группы Сэки.

## Спорные моменты
До сих пор нет однозначного ответа, самолёт ли Сэки потопил «Сент-Ло». Нисидзава, вернувшись на базу после атаки, доложил, что Сэки спикировал на палубу авианосца, но бомба не взорвалась Это описание противоречит докладу капитана атакованного «Сент-Ло». Однако в статье также говорится о втором самолёте, который атаковал тот же корабль, что и Сэки, бомба которого взорвалась. Единственный корабль, в который попало два самолета, был «Калинин Бей». Однако описания формально отличаются, начиная с видимого сильного взрыва в результате первого попадания в «Калинин Бей» и отсутствия падающих останков самолёта с носа. Поэтому описанное Нисидзавой попадание Сэки вероятнее всего было не в «Сент-Ло».
Масаси Онода, военный корреспондент агентства Домэй Цусин, перед вылетом группы камикадзе взял у Юкио Сэки интервью, в котором тот пренебрежительно отозвался о специальных атаках. «Плохи дела Японии, если она заставляет гибнуть своих лучших пилотов. Я иду на это не за императора и не за империю. Я иду, потому что мне так приказано!». В этом интервью он изложил свои мысли относительно того, как необходимо атаковать авианосцы. «Если они позволят мне, я сброшу 500 килограммовую бомбу на полётную палубу авианосца, не принося себя в жертву, и попытаюсь вернуться назад». В течение полёта командиры Сэки слышали его голос: «Лучше погибнуть, чем жить как трус».
Возможно, кто-то из пилотов потопил «Сент-Ло», сбросив бомбу на полётную палубу, как это говорил Сэки репортёру, вместо предписанной целенаправленной аварии на полетной палубе. Описания атаки не противоречат друг другу относительно пилота, который намеревался вернуться после успешного потопления «Сент-Ло».
Также оспаривается атака группы Сикисима под командованием лейтенанта Сэки оперативного соединения «Таффи 3». Не исключается, что группа под командованием лейтенанта Сэки атаковала американские эскортные авианосцы «Сенти», «Сэнгамон», «Суони» и «Петроф Бей». Атаки были неудачными, только «Суони» получил серьёзные повреждения. А позднее группа из 6 «Зеро» атаковала группу эскортных авианосцев «Таффи 3». Один истребитель врезался в «Сент-Ло». Бомба пробила полётную палубу, авианосец взорвался и через 30 минут затонул. Этот авианосец уцелел после обстрела 18-дюймовыми орудиями линкора «Ямато» в предыдущий день сражения. Один «Зеро» атаковал эскортный авианосец «Киткэн Бэй», ещё три истребителя атаковали «Калинин Бэй», два из них взорвались на полётной палубе.
Данная версия имеет право на существование, однако соединение «Таффи 3» было атаковано группой камикадзе в 10:40-10:50 (согласно DANFS), что соответствует по времени атаке группы под командованием лейтенанта Сэки. Авианосцы «Сенти», «Сэнгамон», «Суони» и «Петроф Бей» были атакованы группой камикадзе в 7:40-7:50 (DANFS). При этом группа Сэки поднялась в воздух только в 7:25, соответственно атака в 7:40 маловероятна, учитывая, какое расстояние необходимо было преодолеть группе. И, по оценкам атакуемой стороны, бомбы на самолётах были меньше, чем у группы Сэки (63 кг).
Однако зафиксированный факт групповой атаки камикадзе на корабли ВМС США ставят под сомнение, первым ли был Сэки, как поразивший вражеский корабль.

## Интересные факты
- У командира группы сопровождения Нисидзавы в течение всего полёта были дурные предчувствия — ему было видение его гибели. Он написал рапорт об успешном вылете группы под командованием Сэки и попросил разрешения вылететь самому в качестве камикадзе. Ему было отказано, он был слишком ценен в качестве истребителя. Однако на следующий день он погиб, когда летел в качестве пассажира транспортного самолета Ки-49.
- Асаити Тамаи после окончания войны стал буддийским монахом, чтобы добиться «успокоения души» всех пилотов-камикадзе.
- Вице-адмирал Ониси после капитуляции Японии покончил жизнь ритуальным самоубийством и, отказавшись от помощи ассистента, умер после 12-часовой агонии 16 августа 1945 года.
- В Мабалакате, на бывшей японской авиабазе, установлена мемориальная доска, посвящённая Юкио Сэки. На доске также записан урон флоту США, который нанесла группа Сэки 25 октября 1944 года.